# Abereh
Erik Berganza (Balmaseda, 1 d'agost de 1989), conegut amb el nom artístic d'Abereh, és un cantant basc. Després de formar part de grups com Hartzak Blues Band i Estricalla, on tocava el baix, emprengué un projecte en solitari amb el nom d'Abereh.

## Discografia
- Zaunka datoz arin (autoproduït, 2017)
- Logela sessions (autoproduït, 2018)[3]
- Laino eta belatz artean (Bonberenea Ekintzak, 2019)
- Joan-etorrian (Bonberenea Ekintzak, 2021)[4]